# Jällby
Jällby är kyrkbyn i Jällby socken i Herrljunga kommun i Västergötland med cirka 50-70 invånare. Den ligger cirka tre kilometer sydväst om Herrljunga.
I Jällby ligger Jällby kyrka, en träkyrka där de äldsta delarna är från 1100-talet.